# Baptiste Roux
Pour les articles homonymes, voir Roux.
Baptiste Roux, né le 26 novembre 1999 à Bressuire en France, est un footballeur français qui évolue au poste de défenseur central au TSC Bačka Topola.

## Biographie

### EA Guingamp
Né à Bressuire en France, Baptiste Roux commence le football avec le club de Pouzauges Bocage FC où il évolue jusqu'aux moins de 13 ans avant de rejoindre l'ESOFV La Roche-sur-Yon. Il est ensuite formé par l'EA Guingamp, où il passe par toutes les catégories de jeunes depuis les U16 jusqu'à la réserve, avant de signer son premier contrat professionnel d'une durée de trois ans en juin 2020.
Il joue son premier match en professionnel le 19 septembre 2020, lors d'une rencontre de Ligue 2 face au Pau FC. Il entre en jeu à la place de Guessouma Fofana lors de cette rencontre qui se solde par la victoire de son équipe (0-1).
Le 17 février 2022, Baptiste Roux prolonge son contrat avec l'EA Guingamp. Il est alors lié au club jusqu'en juin 2024,.

## Statistiques
| Saison                | Club                  | Championnat           | Championnat | Championnat | Coupe(s) nationale(s) | Coupe(s) nationale(s) | Compétition(s) continentale(s) | Compétition(s) continentale(s) | Compétition(s) continentale(s) | Total | Total |
| Saison                | Club                  | Division              | M.          | B.          | M.                    | B.                    | Comp.                          | M.                             | B.                             | M.    | B.    |
| 2020-2021             | EA Guingamp           | Ligue 2               | 19          | 1           | 1                     | 0                     | -                              | -                              | -                              | 20    | 1     |
| 2021-2022             | EA Guingamp           | Ligue 2               | 29          | 3           | 2                     | 0                     | -                              | -                              | -                              | 31    | 3     |
| 2022-2023             | EA Guingamp           | Ligue 2               | 27          | 0           | 2                     | 0                     | -                              | -                              | -                              | 29    | 0     |
| 2023-2024             | EA Guingamp           | Ligue 2               | 24          | 0           | 3                     | 0                     | -                              | -                              | -                              | 27    | 0     |
| Sous-total            | Sous-total            | Sous-total            | 99          | 4           | 8                     | 0                     | -                              | -                              | -                              | 107   | 4     |
| 2024-2025             | AVS                   | Primeira Liga         | 15          | 1           | 0                     | 0                     | -                              | -                              | -                              | 15    | 1     |
| Total sur la carrière | Total sur la carrière | Total sur la carrière | 105         | 4           | 8                     | 0                     | -                              | -                              | -                              | 113   | 4     |